# Campeonato Paraense de Futebol de 1932 (Liga Esportiva Paraense)
O Campeonato de Futebol da Liga Esportiva Paraense foi uma competição de futebol realizada no ano de 1932, organizada pelos maiores clubes do Estado do Pará, em protesto contra a Federação local. O torneio não é considerado pela Federação Paraense de Futebol como legítimo.

## História
Após o encerramento do Campeonato Paraense de Futebol de 1931, ocorreram as eleições para a nova diretoria da Federação Paraense de Desportos, entidade que comandava o futebol no estado. O canditado bicolor, Ophir Loyola, venceu o que provocou um descontetamento por parte da maioria do clubes filiados a federação. A partir daí, um grupo composto por Clube do Remo, Tuna Luso, Paramount, Brasil Sport, Júlio César e União Sportiva, se desfiliaram da entidade e fundaram a Liga Esportiva Paraense. O Paysandu foi o único que recusou-se a participar do campeonato da LEP, porém, emprestou todos os seus jogadores para o Paramount participar do certame.
Paralelamente, a FPD decidiu realizar o seu campeonato apenas com Paysandu, Guarany e Recreativa. Tamanha era a disparidade entre os participantes, que o clube bicolor foi campeão jogando apenas duas partidas vencendo-as com duas goleadas sonoras: 11 x 0 na Recreativa e 16 x 0 no Guarany. 
No campeonato da LEP o Remo foi campeão ao ganhar o Brasil Sport por 7 a 2 na grande final. O certame contou com o apoio da imprensa esportiva do estado que considerava a competição organizada pela FPD uma bagunça. O jornal "O Estado do Pará", no dia 29 de novembro de 1932 estampou a manchete: "Clube do Remo, és campeão!".

## Participantes
Os clubes participantes do Campeonato Paraense de 1932 da LEP foram:
- Clube do Remo

- Tuna Luso Brasileira

- União Sportiva

- Brasil Sport

- Paramount (elenco do Paysandu Sport Club)

- Julio César

## Campeão
| Campeonato Paraense de 1932 (Liga Esportiva Paraense) |
| Belém                                                 |
| ----------------------------------------------------- |
| Remo Campeão (1º título)                              |